# 平上荒川
平上荒川（たいら かみあらかわ）は、福島県いわき市の大字である。郵便番号は970-8034。

## 地理
いわき市中央部の平地区に属し、地区内西部に位置する。北で内郷御厩町、内郷小島町、明治団地、北東で平谷川瀬、東で平下荒川、南東で自由ケ丘、常磐上矢田町、南で常磐松久須根町、草木台、南西で常磐湯本町、西で内郷綴町とそれぞれ隣接する。概ね町村制施行以前の磐前郡上荒川村の流れを汲む地域である。平市街地から南へ丘陵部を越えた滑津川と支流の草木川などに沿う平地と周囲の山林を区域とする。地区内を鹿島街道が縦断し、沿線には大型店の出店がみられるほか、街道沿いの丘陵部には明治団地、自由ケ丘といった住宅地が造成された。内郷御厩町に所在するいわき中央警察署及び平字正内町に所在する平消防署がそれぞれ管轄にあたる。

### 主な字
- 五郎内
- 桜町
- 堀ノ内
- 砂屋戸
- 長尾

- 島田
- 林作
- 草木
- 後沢
- 安草

## 河川・水路
- 滑津川
  - 草木川
  - 笑堂上溜池
  - 笑堂下溜池

## 歴史
- 1879年1月27日 - 平藩領上荒川村が福島県内における郡区町村制の施行により磐前郡の村となる[4]。
- 1889年4月1日 - 町村制の施行により上荒川村が北白土村、南白土村、谷川瀬村、下荒川村、、中山村、小泉村、吉野谷村、上高久村と合併し、磐前郡飯野村が発足する。旧上荒川村域は飯野村の大字となる[4]。
- 1896年4月1日 - 磐前郡と周辺郡との合併により石城郡が発足し、石城郡飯野村となる[4]。
- 1950年4月1日 - 飯野村が平市と合併し、平市の大字となる[4]。
- 1966年10月1日 - 平市が磐城市・常磐市・内郷市・勿来市、石城郡小川町・遠野町・四倉町・川前村・田人村・好間村・三和村、双葉郡久之浜町・大久村と合併しいわき市となり、いわき市平地区の大字となる[4]。
- 1970年～ - 南部の丘陵地の一部が宅地造成に伴い自由ケ丘として分離される[4]。
- 1974年 - 北部の丘陵地の一部が宅地造成に伴い明治団地として分離される[4]。
- 1991年～ - 南西部の丘陵地の一部が宅地造成に伴い草木台として分離される[4]。
- 1998年 - 明治団地西側にて平成ニュータウンの宅地造成に伴い当該区域が平成として分離される[4]。

## 世帯数と人口
2023年10月31日現在の世帯数と人口は以下の通りである。
| 大字     | 世帯数  | 人口   |
| -------- | ------- | ------ |
| 平上荒川 | 873世帯 | 2068人 |

## 小・中学校の学区
市立小・中学校に通う場合、学区は以下の通りとなる。
| 番地           | 小学校                 | 中学校                   |
| -------------- | ---------------------- | ------------------------ |
| 字長尾の一部   | いわき市立郷ケ丘小学校 | いわき市立中央台北中学校 |
| 上記を除く全域 | いわき市立平第五小学校 | いわき市立平第三中学校   |

## 交通

### 道路
- 国道49号平バイパス
  - 五郎内トンネル
  - 上荒川トンネル
- 一級市道砂屋戸川前線
- 一級市道綴町上荒川線
- 一級市道上荒川台山線
- いわき市道十五町目若葉台線（鹿島街道）

### バス
新常磐交通路線バス
- （いわき駅、内郷駅方面） - 明治団地 - 館下 - 上荒川公園口　- 高専前 - 自由ケ丘 - （いわきニュータウン・小名浜方面）
  - ＮＴ（いわきニュータウン）～いわき駅～好間工業団地
  - ＮＴ～いわき駅～内郷駅
  - ＮＴ～高専～いわき駅～磐城高校
  - ＮＴ～内郷駅
  - いわき～鹿島ＳＣ～中央営～江名
  - いわき駅～医療創生大～ラパーク
  - いわき駅～医療創生大～光洋高
  - いわき駅～玉川中央～小名浜
  - いわき駅～高専～飯野～ＮＴ
  - いわき駅～鹿島ＳＣ～洋向台
  - いわき駅～若葉台
  - いわき駅～若葉台～海星高校
  - いわき駅～若葉台～洋向台
  - 海星高校～鹿島ＳＣ～いわき駅
  - 小名浜～玉川～鹿島～昌平中高
  - 小名浜～玉川～鹿島～平商

この他にＮＴ～草木台～湯本高校の路線が通るが域内に停車しない。

## 施設
- 福島工業高等専門学校
- 上荒川公園 - 主だった施設は東隣の平下荒川に位置する。
  - 平野球場（ヨークいわきスタジアム）
- 上荒川公民館
- 新田目病院
- ヨークベニマル 上荒川店
- ツルハドラッグ 上荒川店
- カワチ薬品 上荒川店
- ヤマダ電機 テックランドいわき平店
- 荒川ゴルフクラブ
- 住吉神社
- 上荒川弁財天
- 天津観音
- 曹洞宗医王寺